# Juan Sebastián Elcano
Juan Sebastián Elcano, noto anche come de El Cano, nella grafia basca moderna Juan Sebastian Elkano (Getaria, 1476 circa – Oceano Pacifico, 4 agosto 1526), è stato un navigatore spagnolo originario del Paese basco; pilota, comandante di nave e poi capo della spedizione di Ferdinando Magellano, sostituì l'esploratore portoghese alla sua morte, divenendo il primo europeo a circumnavigare il mondo.

## Biografia

### Primi anni
Juan Sebastian Elcano nacque a Getaria in una famiglia basca con tre fratelli. In gioventù era un mercenario; poi, nel 1510, essendo proprietario e capitano di una nave, partecipò all'assedio di Tripoli. Elcano vi si stabilì 
con l'equipaggio, dopo aver venduto la nave a dei commercianti del Ducato di Savoia, ma questo fu considerato un grave crimine e fu costretto a fuggire a Siviglia. Lì incontrò un suo compagno basco, Ibarolla, il quale conosceva bene Magellano, che stava preparando una spedizione volta alla circumnavigazione del globo per ordine del re Carlo V. Dopo aver completato speciali corsi di navigazione, Elcano si specializzò come timoniere o nostromo sul veliero Concepcion.

### La spedizione con Magellano
Nel 1519 Juan Sebastian Elcano prese parte alla spedizione guidata dal portoghese Ferdinando Magellano, il cui obbiettivo era oltrepassare la punta meridionale del Sud America e raggiungere le isole Molucche, in modo da poter trovare una rotta più veloce per le isole delle spezie. La spedizione partì dal porto di Sanlúcar de Barrameda il 20 settembre 1519, con cinque navi e un equipaggio di 270 persone al comando del portoghese. Elcano era nostromo a bordo della Concepción. Quando la flotta navigava lungo le coste del Sud America, Elcano prese parte assieme a Juan de Cartagena e ad altri ufficiali ad un ammutinamento contro Magellano. La rivolta fu repressa ed Elcano fu risparmiato. Dopo cinque mesi di duro lavoro in catene venne liberato e Magellano gli affidò il comando della Santiago. 

La rotta della spedizione di Magellano

Il 27 aprile 1521 Ferdinando Magellano fu ucciso nella battaglia di Mactan da dei nativi delle Filippine guidati dal re locale Lapu-Lapu. Il comando delle due navi rimaste, la Victoria e la Trinidad, fu assegnato ad Elcano. Il 6 novembre la spedizione raggiunse finalmente le Molucche, vera destinazione della spedizione. Agli spagnoli si pose ora il problema di quale rotta affrontare per ritornare in Spagna: ripercorrere in senso inverso l'itinerario di andata, riattraversando il Pacifico, oppure proseguire verso ovest attraversando l'Oceano Indiano, circumnavigando l'Africa e risalendo l'Atlantico fino alla Spagna. Entrambe le opzioni erano rischiose. Attraversare il Pacifico aveva già messo a dura prova la spedizione all'andata e tentare la traversata una seconda volta era assai pericoloso. Procedere verso ovest era altrettanto rischioso, in quanto, essendo territorio portoghese in base al trattato di Tordesillas del 1494, le navi spagnole rischiavano di essere catturate dai portoghesi. 
A questo punto le sorti delle due navi superstiti si divisero definitivamente. La Victoria, al comando di Elcano, proseguì verso ovest, mentre la Trinidad decise di tornare indietro verso est. Elcano riuscì abilmente ad eludere le navi portoghesi e rientrò in Spagna con la Victoria il 6 settembre 1522, avendo attuato la prima circumnavigazione della Terra. La Trinidad, invece, fu catturata e distrutta dai Portoghesi e il suo equipaggio imprigionato. 

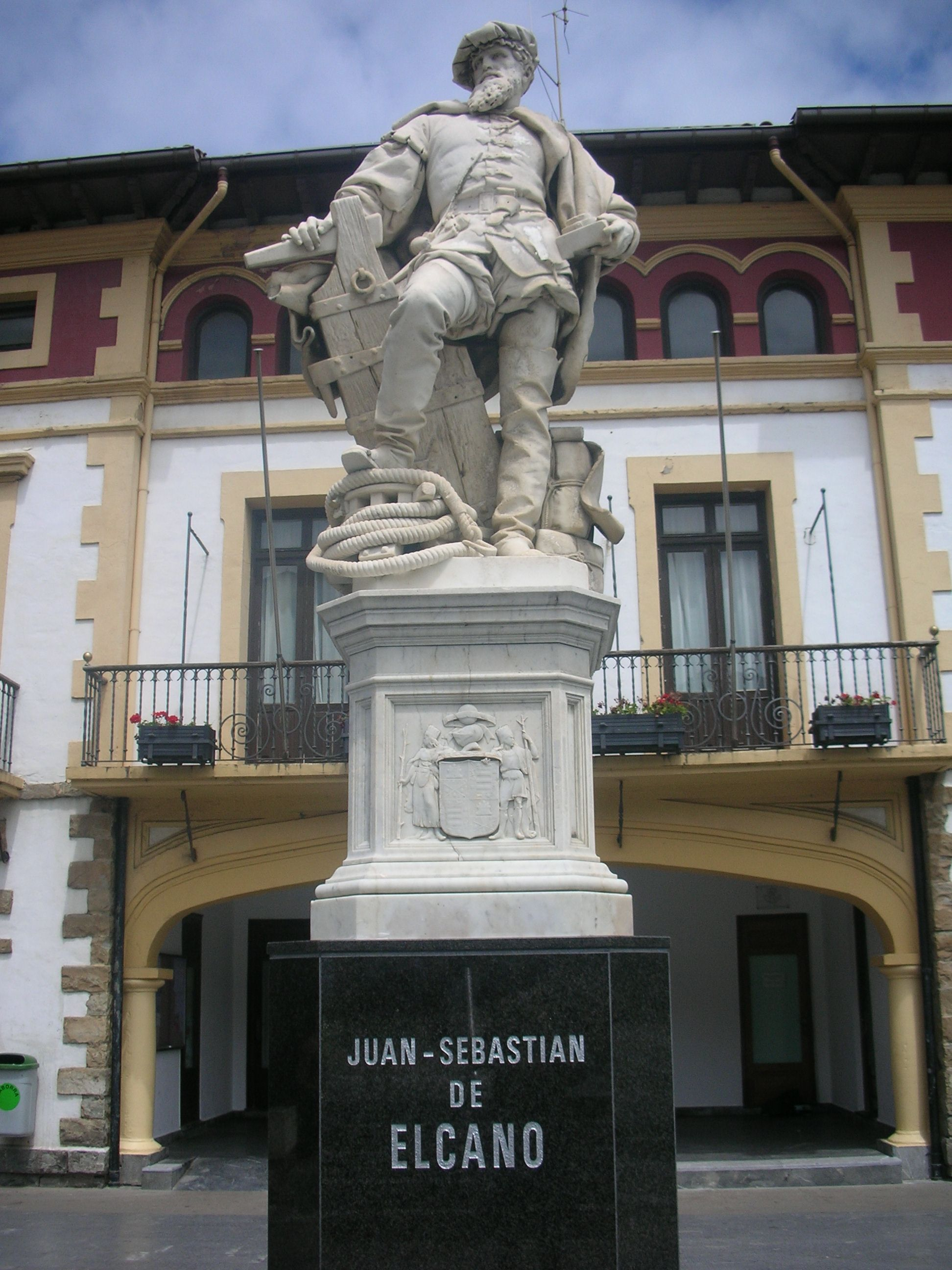
Statua di Juan Sebastian Elcano nella città natale di Guetaria

Appena ritornato in patria, Elcano scrisse una lettera di 700 parole, indirizzata al sovrano Carlo V, in cui riportò il successo della spedizione senza però mai menzionarsi. Elcano fu poi accolto con tutti gli onori da Carlo V, il quale fece realizzare per lui uno stemma, raffigurante un globo terrestre che recava le parole Primus circumdedisti me (in latino: "Mi hai circondato per la prima volta"). Elcano reclamò e ricevette dall'imperatore tre doni come ricompensa per il suo successo, vale a dire una pensione annua di 500 ducati, due uomini armati per scortarlo e una dichiarazione ufficiale di grazia per la vendita della sua nave ai banchieri sabaudi. Alla sua famiglia fu affidato il governo del Marchesato di Buglas nell'isola di Negros, nelle Filippine.

### Seconda spedizione alle Molucche
Nel 1525 Juan Sebastian Elcano fu incaricato di compiere una seconda spedizione verso le Molucche assieme a García Jofre de Loaísa. La flotta di sette navi superò lo Stretto di Magellano il 26 maggio 1526, ma Elcano e molti altri membri dell'equipaggio perirono di scorbuto dopo pochi mesi.